# Chibly Langlois
Chibly Langlois (pronunciación en francés: /tʃibli lɑ̃ŋ'ɡlwa/) (La Vallée de Jacmel [Departamento Sudeste, Haití], 29 de noviembre de 1958) es un prelado haitiano.
Langlois es obispo de la diócesis de Los Cayos y presidente de la Conferencia Episcopal de la Iglesia católica en Haití. Fue creado cardenal por el papa Francisco en un consistorio papal el 22 de febrero de 2014. Langlois es el primer haitiano en ascender al purpurado.

## Biografía
En 1985, se incorpora al gran seminario de Notre Dame de Puerto Príncipe; es ordenado sacerdote de Jacmel el 22 de septiembre de 1991 por mons. Hubert Constant; el 8 de abril de 2004 el papa Juan Pablo II le nombra obispo de Fort Liberté (antigua Bayajá).
El 15 de agosto de 2011 el papa Benedicto XVI le transfiere a la diócesis de Los Cayos; luego el 15 de diciembre de dicho año se convierte en el presidente de la Conferencia Episcopal de Haití.
El 12 de enero de 2014, el papa Francisco anuncia su elevación al cardenalato, en el cuarto aniversario del devastador terremoto de Puerto Príncipe. Fue creado cardenal presbítero de San Giacommo en Augusta el 22 de febrero de 2014.
El 30 de junio de 2016 fue nombrado miembro de la Secretaría para la Comunicación.
El 30 de noviembre de 2021 fue confirmado como miembro del Dicasterio para la Comunicación in aliud quinquennium.